# 唐蒙
唐蒙，上海文广新闻传媒集团主持人，首席体育评论员，中国播音员主持人研究协会常务理事。1997年、1999年、2001年三次获得中国广播电视主持人金话筒评选银奖，中国国际新闻奖二等奖。2006年被评为上海市十大杰出青年。多年来一直担任重要体育赛事的直播评论工作，亦现场采访过奥林匹克运动会、欧洲足球锦标赛等重大赛事。2009年因稱上海申花老闆朱駿洗錢遭到上海文广内部处罚，一度暂停中超解说资格。